# Karamel (hudební skupina)
Hudební skupina Karamel vznikla na přelomu sedmdesátých a osmdesátých let 20. století. Od roku 1982 vystupovala jako profesionální těleso. Díky televiznímu pořadu Hitšaráda moderátorů Karla Šípa a Jaroslava Uhlíře se dostala do povědomí posluchačů jejich píseň Přízrak 7. B, která se stala hitem. Další úspěch skupina zaznamenala svou písní Kluci z ročníku X, která slavila úspěch především na jejím koncertním turné.[zdroj⁠?!]

## Členové
Původní sestava:
- Petr Čejka (Karamel): kytara, zpěv
- Pavel Klas: kytara
- Jiří Valenta: klávesy
- Pavel Sádlík: basová kytara
- Jiří Stárek: bicí

## Vydaná alba
- 1986 – LP – Robinson v davu
- 17. června 2005 – CD – Best Of Karamel
- 1. listopadu 2011 – k výročí 30 let existence skupiny vychází dvojCD – Přízrak 7. B